# Nauki techniczne
Nauki techniczne – badania nad techniką i skutkami używania różnych technologii.

## Przykłady
Źródło:
- architektura i urbanistyka
- automatyka i robotyka
- biocybernetyka i inżynieria biomedyczna
- budowa i eksploatacja maszyn
- budownictwo
- elektronika
- elektrotechnika
- geodezja i kartografia
- górnictwo
- informatyka
- inżynieria chemiczna
- inżynieria materiałowa
- inżynieria środowiska
- mechanika
- mechatronika
- metalurgia
- technologia chemiczna
- telekomunikacja
- transport
- włókiennictwo

## Instytucje
Polska Akademia Nauk (PAN) ma Wydział IV Nauk Technicznych. Oprócz tego nauki techniczne ogółem są rozwijane m.in. przez wydziały niektórych polskich uczelni:
- Wydział Nauk Technicznych Uniwersytetu Warmińsko-Mazurskiego w Olsztynie (WNT UWM);
- Wydział Techniczny Akademii im. Jakuba z Paradyża w Gorzowie Wielkopolskim (WT AJP);
- Wydział Techniczno-Inżynieryjny Politechniki Wrocławskiej (WTI PWr);
- Wydział Technologiczno-Przyrodniczy Uniwersytetu Rzeszowskiego (WTP UR).

Istnieją uczelnie specjalizujące się w naukach technicznych jak:
- politechniki,
- uniwersytety techniczne,
- inne uczelnie, nazywane akademiami.